# Ingen återvändo
Ingen återvändo är en ungdomsbok från 2001 av den svensk-brittiske författaren Douglas Foley.

## Handling
Boken handlar om en sjuttonåring, bosatt i Hongkong som ska ge sig ut på en kanotfärd tillsammans med några kompisar och lärare.
Lärarna blir sjuka och färden blir inställd, men några av ungdomarna åker iväg ändå. Utan vuxna men med öl och marijuana, nu kan de göra vad de vill. Boken börjar med att en pojke åker med sin mor till polisstationen och blir förhörd. men man vet inte vad som har hänt. Han berättar hela historien i boken. Det slutar med att tre av pojkarna på ön våldtar en av tjejerna, vilket huvudpersonen Nick Strange blir anklagad för. 